# Лобаново (Химки)
Лобаново — микрорайон городского округа Химки Московской области России.

## История
Раньше это было село Петровское-Лобаново, которое получило своё название от проживавших там с 1706 года по 1740 год князей Лобановых-Ростовских. Село в имперский период России входило в состав Черкизовской волости Московского уезда.

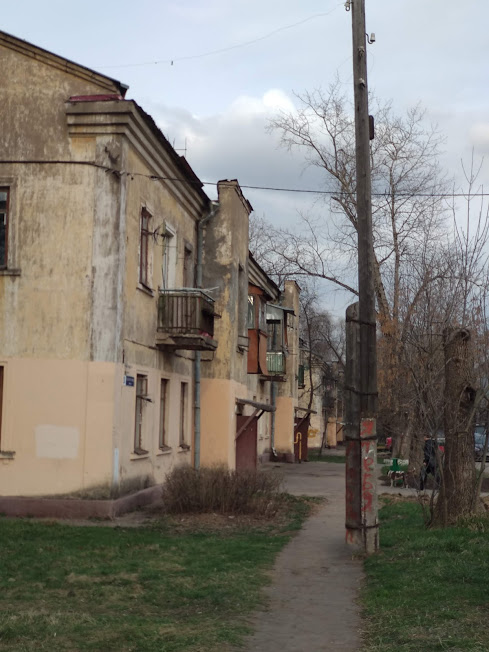

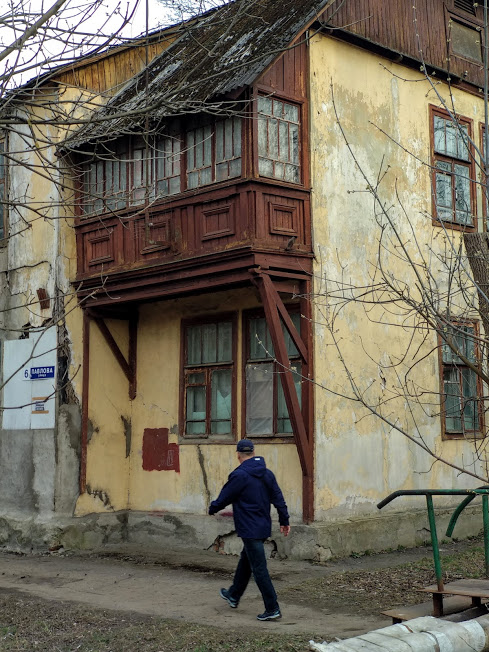

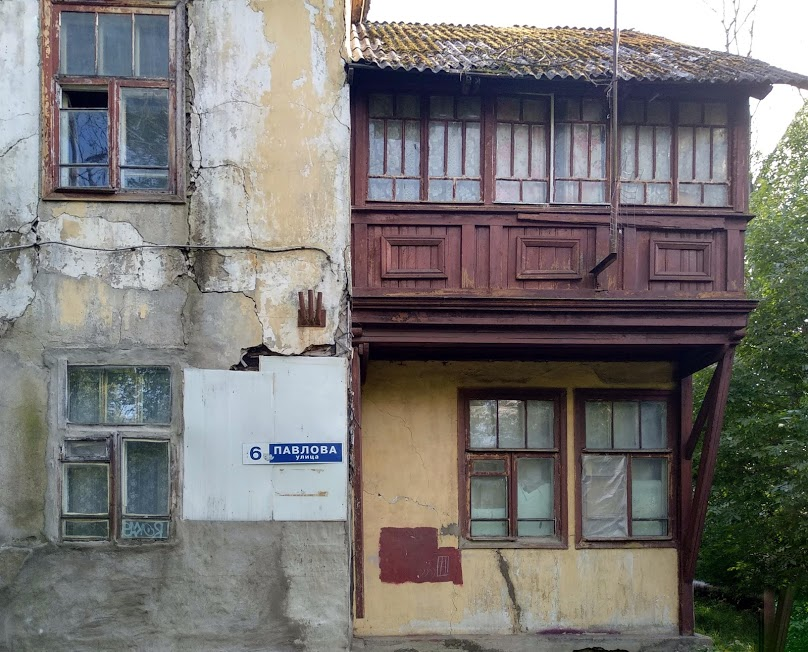
улица Павлова, Лобаново, Химки

Другие владельцы:
- Петр Иванович Татев[3] (боярин Ивана Грозного) владелец села Козлова и Петровского.
- Генерал-фельдмаршал Г. А. Потемкин (фаворит Екатерины II) владелец села Петровское-Лобаново.

## Предприятия
- НПО «Энергомаш» имени академика В. П. Глушко (ранее завод № 456). Начинал свою работу завод с восстановления и разработки более совершенного жидкостно-реактивного двигателя на базе немецкого двигателя ракеты Фау-2. В то время Глушко был главным конструктором завода.
- Машиностроительное конструкторское бюро «Факел» имени академика П. Д. Грушина. Выпускает зенитные ракеты для комплексов С-75, С-125, С-200, С-300П войск ПВО, ракеты для армейских комплексов «Оса», «Тор», ракеты для корабельных комплексов М-1, М-2, М-11, «Кинжал», «Оса-М», С-300Ф и пр.